# Hedwig Stieve
Hedwig Stieve (geboren 4. März 1889 in München; gestorben 3. November 1979 in Berlin) war eine deutsche Sozialarbeiterin und Schriftstellerin.

## Leben
Stieve war katholisch, die Tochter des Historikers Felix Stieve und Schwester von Friedrich Stieve und Hermann Stieve. Sie war Kindergärtnerin und in Nürnberg in den 1920er-Jahren Waisenpflegerin, später Leiterin der Familienfürsorge des Bezirksamts Berlin-Wedding.
Die Erfahrungen der Nürnberger Zeit bildeten den Hintergrund ihres 1924 erschienenen Buches „Tagebuch einer Fürsorgerin“, das nicht nur den Widerspruch zwischen dem idealistischen Selbstverständnis der Sozialarbeiterin und ihren tatsächlichen Handlungsmöglichkeiten zeichnet, sondern insbesondere die aus diesem Konflikt resultierende Überarbeitung, Frustration und Erschöpfung bis hin zum Ausgebranntsein. Das Buch und die Autorin wurden zeitgenössisch stark kritisiert, im Zentrum der Kritik standen dabei aber weniger die realistische Schilderung der Verhältnisse als vielmehr der implizite Anspruch auf individuelle Erfüllung durch Erfolge in Situationen, die selbstloses und rationales Handeln erforderten. So warf ihr Gertrud Bäumer eine Selbstdarstellung vor, die „unsympathisch und indiskret“ sei und Marie Baum vermisste objektive Werte sozialer Verantwortung.
In der späteren Rezeption wird gerade die Thematisierung solcher Konflikte in ihrem Werk geschätzt, das sich anders als andere zeitgenössische Texte dadurch auszeichne, eben keine reinen „Erfolgsgeschichten“ zu schreiben. 1983 wurde das Buch nachgedruckt mit einem Kommentar von Norbert Preusser.

## Werke
- Tagebuch einer Fürsorgerin. 1925.
- Ein Tag aus dem Leben der Wohlfahrtspflegerin. 1926, mit Margarethe Dyck.
- Als Familienfürsorgerin im Amt: Hedwig Stieve. In: Erich Blauert (Hrsg.): Frauen im Beruf. 1930.
- Klang im Alltag. 1935.
- Licht im Alltag. 1947.